# ぱちん娘。
『ぱちん娘。』（ぱちんこ）は、若林稔弥による日本の漫画作品。

## 概要
パチンコ情報サイト「DMMぱちタウン」（DMM.com）にて、2020年7月7日より連載されている。毎月7の付く日（7日・17日・27日）に更新されている。フルカラーで描かれている。
パチンコにハマった主人公のあおいと、同じくパチンコにハマった女の子たちのパチンコライフを描いたハートフルコメディ作品。
Youtubeチャンネルの「【公式】DMMぱちタウンch」では一部話数をピックアップしたボイスコミックも公開されている。
元は2020年春の緊急事態宣言に伴うパチンコ店の一斉休業により、パチンコを打てないフラストレーションを発散させるべく描いた漫画をtwitter上で公開した際に担当者の目に留まり、連載化のオファーがあったことから。他の媒体での連載という選択肢もあったが、パチンコ専門媒体という事と漫画誌の場合だと単行本の売り上げによって作品の寿命が左右されることから、「DMMぱちタウン」での連載となった。
作中のパチンコ店は実在の店舗で写真取材を行っている他、登場するパチンコ台は、DMMでの連載序盤では実在機種をモチーフにしたオリジナル台が描かれる事があったが、単行本出版に伴う加筆修正の際に、権利関係の明確化の為にメーカーから権利許諾を受けた実在する機種が登場している。
主人公のあおいと交流するパチンコ友達は総じて癖のある「ダメ」な人物ばかりであり、登場人物たちの作中の言動や行動から作中では「クズ」という語が頻出し、パワーワードとして用いられている。
パチンコ漫画でありながら、パチンコを決して楽しいだけのものとして描かず、かと言って突き放しもしないという、主題であるパチンコから一定の距離感を持って描かれているのが特徴という評がある。
作者の若林は「本作で一番描きたいことは『しょうもなさ』です。（中略）『しょうもなさを自覚して、人生を笑って過ごしましょう』というメッセージを受け取ってもらえればいいなと思っています。」とインタビューで語っている。

## あらすじ
IT企業でSEとして働くあおいはふとしたきっかけでパチンコを打ち、パチンコにハマってしまう。次第にパチンコ店内でみどり、ひかる、あかねと言った女の子と知り合い、パチンコを通じた交流を深めていき4人はパチンコ仲間となるのだった。

## 登場人物
あおい
声 - 芹澤優
IT企業に勤めるシステムエンジニア、25歳。毎日同じことを繰り返す生活に退屈していたところに、ふとした興味から入ったパチンコ屋で昔見ていたアニメタイアップのパチンコ台を見かけたことをきっかけにパチンコにハマる。
パチンコが好きなのだが、自分の中では素直に趣味と認められていない。中々自分の気持ちに素直になれないというツンデレな面がある。
みどり
声 - 田中美海
いつも緑のジャージやパーカーを着ている金髪ツインテールの女の子。人懐っこい性格で、あおいと交流するきっかけもみどりからパチンコを打っているあおいに話しかけてきたため。
毎日のようにパチンコをしているが、生活はギリギリらしく、度々おばあちゃんから借金している。そのため、あおいからは「闇のクズ」と見られているが、自身は「光のクズ」と称している。
ひかる
声 - 加隈亜衣
パチンコでいつも負けているOLの女の子。パチンコにハマったきっかけは、自身に趣味も無くつまらない人間だと思っていた時に、玉を転がすだけで難しいことをしなくてもいいパチンコと出会い、初めて夢中になれたことから。
だが毎回、中々大当たりしないために、パチンコを打つときはいつも疑心暗鬼になり、感情の起伏が激しくなる面も。
あかね
声 - 上田麗奈
占い師。修行としてパチンコで占いの腕を磨いている。そのため、いつも水晶を持ち歩いている。自信家な性格で、自身の占いの的中率は100%を謳っており実際によく当たるのだが、端から見ればどう考えても外れているケースもある。
また、占いで『打ってはいけない』という結果の時でも打ってしまう。占いのお客はほとんどが恋愛相談だが、恋愛経験は無い。突然、未来が見える瞬間があるらしく、あおいたちにそのことを伝えることがある。
ななお
29話より登場。あおいの会社に中途採用で入ってきた新人。普段パチンコはせず仕事の後、週4回フィットネスに通ったり語学学習をしている。仕事の後はすぐに帰り、飲みにもいかないあおいに対しストイックな印象を抱いていたが、忘れ物を届ける際、あおいが仕事帰りにパチンコを打っている場面に遭遇してしまう。人付き合いが苦手な為に友達がいない。実は意識の高さでマウントを取るタイプで、お酒が入るとそれが顕著になり、そのために前職では同僚と上手くいかなかった。
あおいたちにパチンコは人生の無駄遣いと言い放つが、実際にななおがパチンコを打つと必ずすぐに大当たりする代わりに私生活の運が悪くなるというジンクスを持つ。

## 書誌情報
- 若林稔弥『ぱちん娘。』星海社〈星海社コミックス〉、既刊7巻（2025年3月12日現在）
  1. 2021年3月12日発売[1]、ISBN 978-4-06-522812-8
  2. 2022年6月1日発売[9]、ISBN 978-4-06-528073-7
  3. 2023年5月17日発売[10]、ISBN 978-4-06-530049-7
  4. 2023年8月9日発売[11]、ISBN 978-4-06-532941-2
  5. 2023年11月9日発売[12]、ISBN 978-4-06-533847-6
  6. 2024年11月13日発売[13]、ISBN 978-4-06-535750-7
  7. 2025年3月12日発売[14]、ISBN 978-4-06-539031-3